# پیام‌های حسن‌نیت مأموریت آپولو ۱۱

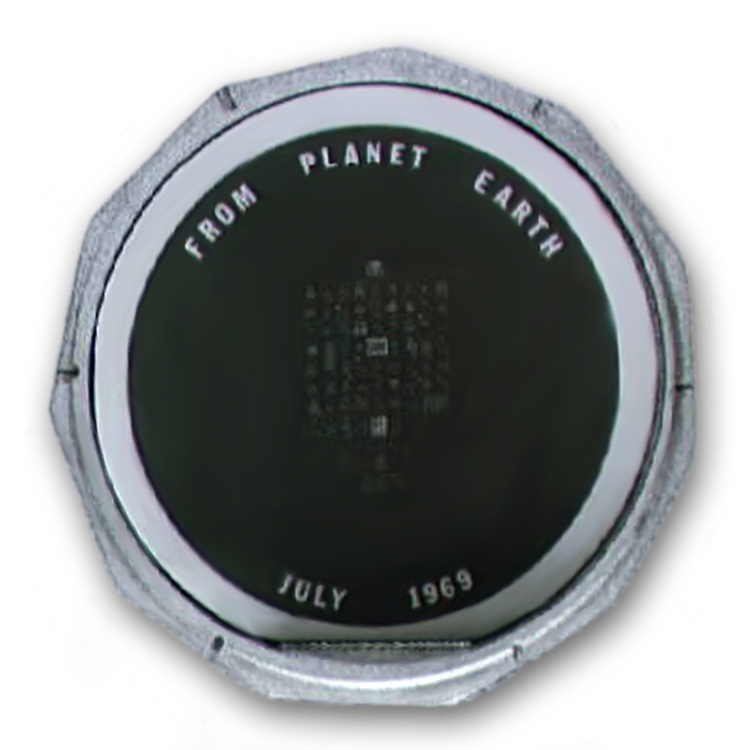
دیسک سیلیکونی شامل پیام‌های حسن نیت که توسط فضانوردان آپولو ۱۱ بر روی ماه گذاشته شد

پیام‌های حسن نیت آپولو ۱۱ مجموعه‌ای از پیام‌های رهبران ۷۳ کشور جهان هستند که بر روی دیسکی به اندازهٔ یک سکه ۵۰ سنتی از جنس سیلیکون حک شده‌اند و در سال ۱۹۶۹ توسط فضانوردان آپولو ۱۱ بر روی ماه باقی گذاشته شدند.
این دیسک همچنین شامل نام‌های اعضای کنگره، چهار کمیتهٔ مربوط به ناسا در مجلس نمایندگان و سنا، و مدیران ارشد ناسا (شامل مدیران پیشین و معاونان) است.
در بالای دیسک این جمله حک شده‌است: «پیام‌های حسن نیت از سراسر جهان که توسط فضانوردان آپولو ۱۱ به ماه آورده شدند». در لبهٔ آن نیز نوشته شده: «از سیاره زمین - ژوئیه ۱۹۶۹». مجموعهٔ نامه‌ها ابتدا به شرکت GCA Corp در ماساچوست داده شد که با استفاده از دوربین کاهش‌دهنده، فتوماسک نهایی حاوی متن پیام‌ها را تهیه کرد. سپس این ماسک به شرکت Sprague Electric در نورث آدامز، ماساچوست داده شد تا الگو بر روی دیسک سیلیکونی منتقل و حکاکی شود. ایدهٔ این پروژه توسط توماس او. پین، رئیس وقت ناسا، به وزارت امور خارجه پیشنهاد شد و از رهبران کشورها خواسته شد پیام‌های خود را ارسال کنند. متن پیام‌ها به صورت ریزنگاشت با مقیاس ۱/۲۰۰ تصویربرداری و بر روی دیسک حکاکی شدند. این دیسک در محفظه‌ای آلومینیومی در دریای آرامش بر روی ماه قرار دارد.
این دیسک در جیب شانهٔ لباس باز آلدرین به همراه دیگر یادبودها قرار داشت. در حالی‌که او در حال بالا رفتن از نردبان ماژول ماه‌نشین ایگل بود، نیل آرمسترانگ به او یادآوری کرد که بسته را بر روی سطح ماه رها کند. پس از آن، مرکز کنترل مأموریت در هوستون درخواست تأیید کرد که این بسته بر جای گذاشته شده‌است، و تأیید آن را دریافت نمود.

## کشورهایی که پیام فرستادند
| کشور              | امضاکننده                                                     |
| ----------------- | ------------------------------------------------------------- |
| افغانستان         | محمد ظاهر شاه پادشاه افغانستان                                |
| آرژانتین          | خوان کارلوس اونگانیا رئیس‌جمهور آرژانتین                       |
| استرالیا          | جان گورتون نخست‌وزیر استرالیا                                  |
| بلژیک             | بودوان اول پادشاه بلژیک                                       |
| برزیل             | آرتور دا کوستا‌ای سیلوا رئیس‌جمهور برزیل                        |
| کانادا            | پیر ترودو نخست‌وزیر کانادا                                     |
| چاد               | فرانسوا تومبالبایه رئیس‌جمهور چاد                              |
| شیلی              | ادواردو فری مونتالوا رئیس‌جمهور شیلی                           |
| چین               | چیانگ کای‌شک رئیس‌جمهور چین                                     |
| کلمبیا            | کارلوس یراس رستریپو رئیس‌جمهور کلمبیا                          |
| کنگو-کینشاسا      | ژوزف-دزیره موبوتو رئیس‌جمهور جمهوری دموکراتیک کنگو             |
| کاستاریکا         | خوزه خواکین ترخوس فرناندز رئیس‌جمهور کاستاریکا                 |
| قبرس              | ماکاریوس سوم رئیس‌جمهور قبرس                                   |
| داهومی            | امیل درلین زنسو رئیس‌جمهور داهومی                              |
| دانمارک           | فردریک نهم پادشاه دانمارک                                     |
| جمهوری دومینیکن   | خواکین بالاگوئر رئیس‌جمهور جمهوری دومینیکن                     |
| اکوادور           | خوزه ماریا ولاسکو ایبارا رئیس‌جمهور اکوادور                    |
| استونی            | ارنست یاکسون کنسول‌کل استونی در ایالات متحده                   |
| اتیوپی            | هیلا سلاسی اول امپراتور اتیوپی                                |
| غنا               | آکواسی آفریفا رئیس کشور غنا                                   |
| یونان             | یورگیوس زویتاکیس نایب‌السلطنه یونان                            |
| گویان             | فوربس برنهام نخست‌وزیر گویان                                   |
| ایسلند            | کریستیان الدیارن رئیس‌جمهور ایسلند                             |
| هند               | ایندیرا گاندی نخست‌وزیر هند                                    |
| ایران             | محمدرضا پهلوی شاه ایران                                       |
| ایرلند            | ایمون د والرا رئیس‌جمهور ایرلند                                |
| اسرائیل           | زلمان شازار رئیس‌جمهور اسرائیل                                 |
| ایتالیا           | جوزپه ساراگات رئیس‌جمهور ایتالیا                               |
| ساحل عاج          | فلیکس هوفویه بوانی رئیس‌جمهور ساحل عاج                         |
| جامائیکا          | هیو شیرر نخست‌وزیر جامائیکا                                    |
| ژاپن              | ایساکو ساتو نخست‌وزیر ژاپن                                     |
| کنیا              | جومو کنیاتا رئیس‌جمهور کنیا                                    |
| لائوس             | سیساوانگ واتهانا پادشاه لائوس                                 |
| لتونی             | آناتولس دینبرگس سفیر لتونی در ایالات متحده                    |
| لبنان             | شارل حلو رئیس‌جمهور لبنان                                      |
| لسوتو             | لیبوا جاناتان نخست‌وزیر لسوتو                                  |
| لیبریا            | ویلیام تابمن رئیس‌جمهور لیبریا                                 |
| ماداگاسکار        | فیلیبرت تسیرانانا رئیس‌جمهور ماداگاسکار                        |
| مالزی             | ناشناس؛ پیام امضا نشده‌است.                                    |
| مالدیو            | ناشناس؛ پیام امضا نشده‌است.                                    |
| مالی              | موسی تراوره رئیس‌جمهور مالی                                    |
| مالت              | جورجیو بورگ الیویه نخست‌وزیر مالت                              |
| موریس             | سیووساگور رامگولام نخست‌وزیر موریس                             |
| مکزیک             | گوستاوو دیاز اورداز رئیس‌جمهور مکزیک                           |
| مراکش             | حسن دوم پادشاه مراکش                                          |
| هلند              | ژولیانا ملکه هلند                                             |
| نیوزیلند          | کیت هولیواک نخست‌وزیر نیوزیلند                                 |
| نیکاراگوئه        | آناستاسیو سوموسا دبیله رئیس‌جمهور نیکاراگوئه                   |
| نروژ              | اولاو پنجم پادشاه نروژ                                        |
| پاکستان           | یحیی خان رئیس‌جمهور پاکستان                                    |
| پاناما            | بولیوار اوروتیا پاریا رئیس‌جمهور پاناما                        |
| پرو               | خوان ولاسکو آلوارادو رئیس‌جمهور پرو                            |
| فیلیپین           | فردیناند مارکوس رئیس‌جمهور فیلیپین                             |
| لهستان            | یژی میخائوفسکی سفیر لهستان در ایالات متحده                    |
| پرتغال            | آمه‌ریکو توماس رئیس‌جمهور پرتغال                                |
| رومانی            | نیکولای چائوشسکو رئیس شورای دولتی رومانی و دبیرکل حزب کمونیست |
| سنگال             | لئوپولد سدار سنگور رئیس‌جمهور سنگال                            |
| سیرالئون          | سیاکا استیونز نخست‌وزیر سیرالئون                               |
| آفریقای جنوبی     | ژاکوبوس یوهانس فوخه رئیس‌جمهور آفریقای جنوبی                   |
| کره جنوبی         | پارک چونگ هی رئیس‌جمهور کره جنوبی                              |
| ویتنام جنوبی      | نگوین وان تیو رئیس‌جمهور ویتنام جنوبی                          |
| سوازیلند          | سوبوزا دوم پادشاه سوازیلند                                    |
| تایلند            | ناشناس؛ پیام امضا نشده‌است.                                    |
| توگو              | ناسیگبه ایادیما رئیس‌جمهور توگو                                |
| ترینیداد و توباگو | اریک ویلیامز نخست‌وزیر ترینیداد و توباگو                       |
| تونس              | حبیب بورقیبه رئیس‌جمهور تونس                                   |
| ترکیه             | جودت سونای رئیس‌جمهور ترکیه                                    |
| بریتانیا          | الیزابت دوم ملکه بریتانیا                                     |
| ولتای علیا        | سانگوله لامیزانا رئیس‌جمهور ولتای علیا                         |
| اروگوئه           | خورخه پاچکو آرکو رئیس‌جمهور اروگوئه                            |
| واتیکان           | پاپ پل ششم حاکم دولت‌شهر واتیکان                               |
| یوگسلاوی          | یوسیپ بروز تیتو رئیس‌جمهور یوگسلاوی                            |
| زامبیا            | کنت کائوندا رئیس‌جمهور زامبیا                                  |